# Hans Krüger (polityk)
Hans Krüger (ur. 6 lipca 1902 w Szczecinku, zm. 3 listopada 1971 w Bonn) – niemiecki polityk NSDAP, zbrodniarz nazistowski, po 1945 przewodniczący Związku Wypędzonych, polityk CDU, poseł Bundestagu i federalny minister ds. wypędzonych. 

## Życiorys
W 1922 ukończył studia prawnicze i nauk politycznych, następnie pracował jako sędzia w sądach w niemieckim Stargardzie (od 1937) i podczas okupacji w Chojnicach (do 1943). W 1923 wstąpił do NSDAP i w 1923 wziął udział w hitlerowskim puczu monachijskim (według ankiety personalnej). 17 października 1939 mianowany na stanowisko Orstgruppenleiter NSDAP w okupowanych Chojnicach nadzorował działania administracji miasta i był sędzią miejscowego sądu. Odznaczony Złotym Krzyżem Zasługi Wojennej. Od 1943 powołany do Wehrmachtu. Po 1945 organizował w RFN Związek Wypędzonych, którego był przewodniczącym od 1959 do 1964. Od 1957 do 1965 był posłem Bundestagu, a w latach 1963–1964 ministrem federalnym ds. wypędzonych.

## Oskarżenia
Wydał bardzo liczne wyroki śmierci wobec Polaków za takie czyny, jak np. zbicie okna w domu Niemca, bójkę, przypadkową katastrofę kolejową. Według zeznań świadków Krüger stał ponadto na czele specjalnej komisji, która jesienią 1939 r. zatwierdzała listy Polaków, rozstrzeliwanych następnie bez sądu w chojnickiej „Dolinie Śmierci”. W Polsce rozpoczęto kompletowanie aktu oskarżenia przeciwko Krügerowi w 1964. Pod wpływem opublikowanych w prasie („Der Spiegel”) oskarżeń wobec Krügera kanclerz federalny Ludwig Erhard odwołał go ze stanowiska. Jednak prokuratura niemiecka odmówiła wszczęcia procesu ze względu na brak dowodów winy.